# Фрідріх фон Готце
Йоганн Конрад Фрідріх фон Готце (нім. Johann Konrad Friedrich von Hotze; 20 квітня 1739, Ріхтерсвіль — 25 вересня 1799, Цюрих) — австрійський воєначальник епохи наполеонівських воєн, фельдмаршал-лейтенант (1795), барон. Загинув у битві з французами.

## Біографія
Народився у сім'ї лікаря. За національністю — швейцарець. Закінчив Тюбінгенський університет.
У 1758—1759 роках служив у війську Вюртемберзького герцогства. У 1759—1778 роках служив у російській армії, брав участь у російсько-турецькій війні 1768—1774 років, дослужився до прем'єр-майора.
Із 1778 року — на службі в австрійському війську. Командував 8-м драгунським полком в Галичині. Пізніше став вихователем майбутнього імператора Франца II. Коли Франц у 1792 році став імператором, то він віддячив своєму визователю надавши останньому титул барона і присвоївши звання генерал-майора.
Брав активну участь у Війні першої коаліції. У 1795 році розбив французів біля Етлінгена. За успішні бойові дії був нагороджений орденом Марії-Терезії і підвищений в званні до фельдмаршала-лейтенанта.
Під час Війни другої коаліції Готце командував австрійським корпусом у Швейцарії. Загинув 25 вересня 1799 року під час другої битви під Цюрихом.